# Mamoréfloden
Mamoréfloden är en stor flod i Bolivia, som flyter samman med Benifloden och bildar Madeirafloden, en av Amazonflodens största biflöden. Floden är omkring 2 000 kilometer lång.
Mamoréfloden rinner upp i Sierra de Cochabambas sluttningar öster om Cochabamba och heter Chimore ner till sin förbindelse med Chaparefloden. Dess större bifloder är Chapare, Secure, Apere och Yacuma i väster samt Ichilo, Guapay, Ivari och Guapore i öster.
Efter att ha utgjort gränsen mellan Bolivia och Brasilien i 255 kilometer flyter den samman med Benifloden mellan Beni och Pando i Brasilien, och bildar Madeirafloden.
Sträckan mellan Puerto Villarroel och Guayaramerín, 1 049 kilometer, är farbar året runt.